# مجزرة شارع عباس (28 يناير 1948)
نفّذ الصهاينة مجزرة شارع عباس عندما دحرجوا برميلاً مملوءًا بالمتفجرات من حي الهادر المرتفع عن شارع عباس العربي بمدينة حيفا في 28 يناير 1948، فنُسفت المنازل، مما أدى الى استشهاد 20 فلسطينياً، واصابة 50 آخرين.''

## الموقع
وقعت المجزرة في شارع عباس في مدينة حيفا. حيث يمتد شارع عباس من حي الهدار إلى سفح جبل الكرمل.
سمي الشارع باسم عباس تيمّنًا بعباس أفندي بن بهاء الله مؤسس الديانة البهائية في عام 1940.

## التاريخ
حدثت المجزرة بتاريخ 28 يناير 1948 خلال حرب التطهير العرقي لفلسطين 1947–48.

## الإصابات
استشهد 20 فلسطيني خلال مجزرة شارع رشيد، واصيب 50 فلسطيني.